# Бертхолд фон Хенеберг
Бертхолд фон Хенеберг-Рьомхилд (на немски: Berthold von Henneberg; * 1441/1442; † 21 декември 1504, Ашафенбург) от фамилията на графовете на Хенеберг-Рьомхилд, е архиепископ на Майнц (1484 – 1504) и така имперски канцлер и курфюрст на Свещената Римска империя.

## Живот
Той е дванадесетото дете на граф Георг фон Хенеберг-Рьомхилд (1395 – 1465) и втората му съпруга Йохана фон Насау-Саарбрюкен († 1481), дъщеря на граф Филип I фон Насау-Саарбрюкен-Вайлбург. Брат е на бамбергският княжески епископ Филип фон Хенеберг († 1487).
Бертхолд следва в Ерфурт и Падуа. От 1467 г. работи в двора на император Фридрих III. На 20 май 1484 г., с пълно мнозинство, е избран за архиепископ на Майнц. През 1494 г. той поема лично воденето на имперския канцлай в кралския дворец.
От 1488 г. той е регент на малолетния граф Лудвиг I фон Насау-Вайлбург (1466 – 1523).